# Doris Uusitalo
Doris Katarina Uusitalo (* 17. Oktober 1957 in Jarhois) ist eine ehemalige schwedische Fußballspielerin.

## Karriere

### Vereine
Uusitalo begann mit dem Fußballspielen im Alter von 20 Jahren für den in ihrem Geburtsort ansässigen Jarka IF in der Provinz Norrbotten in der 1978 gegründeten Frauenfußballabteilung. Nach drei Spielzeiten in der Bezirksliga Norrbotten begab sie sich im Jahr 1982 aus beruflichen Gründen nach Stockholm. Dort schloss sie sich dem Hammarby IF an, gewann 1985 die Meisterschaft und blieb Spielerin des Vereins bis zum Ende ihrer Karriere 1987 – einer im Training erlittenen Verletzung des Kreuzbandes geschuldet. Doch auf niedrigerem Niveau spielte sie noch bis 1996 für Öxabäck IF.

### Nationalmannschaft
Uusitalo bestritt 18 Länderspiele für die Nationalmannschaft. Ihr Debüt gab sie am 8. Juni 1983 in Sollefteå im vierten Spiel der Qualifikationsgruppe 1 für die Europameisterschaft 1984 beim 5:0-Sieg über die Nationalmannschaft Finnlands mit Einwechslung für Angelica Burevik in der 61. Minute. In den letzten beiden EM-Qualifikationsspielen gegen die Nationalmannschaften Islands (5:0) und Norwegens (2:1) wurde sie ebenfalls berücksichtigt.
In der Finalrunde der Europameisterschaft bestritt sie die beiden noch in Hin- und Rückspiel ausgetragenen Halbfinalbegegnungen mit der Nationalmannschaft Italiens; im Hinspiel am 8. April erzielte sie mit dem Siegtreffer in der 57. Minute ihr erstes Länderspieltor. Im Finalrückspiel gegen die Nationalmannschaft Englands wurde sie in der 35. Minute für Lena Videkull eingesetzt. Der Titel bei der Premiere des Wettbewerbs wurde erst mit 4:3 im Elfmeterschießen erkämpft. Ihren letzten Einsatz als Nationalspielerin hatte sie am 1. Oktober 1986 im fünften Spiel der EM-Qualifikationsgruppe 3 beim 2:1-Sieg gegen die Nationalmannschaft Belgiens in Aalst.

## Erfolge
- Europameister 1984
- Schwedischer Meister 1985